# Facebook
Facebook är ett socialt medium eller en social nätverkstjänst som skapades i februari 2004 och numera drivs och ägs av Meta Platforms, som också äger bland annat Instagram och Whatsapp. I juni 2017 hade Facebook mer än två miljarder aktiva användare per månad. Användarna kan skapa en personlig profil, lägga till andra användare som ”vänner” och utbyta meddelanden, samt få automatiska meddelanden när någon laddar upp meddelanden eller media på deras profil. Dessutom kan användare ansluta sig till intressegrupper, som exempelvis arbetsplats, skola eller universitet. Facebook har fått sitt namn efter de fotokataloger som i USA delas ut till studenter av universitetens administration, vars syfte är att hjälpa studenterna att lära känna varandra bättre.
Facebook grundades 2004 av Mark Zuckerberg och hans college-rumskamrater Eduardo Saverin, Dustin Moskovitz och Chris Hughes. Till en början begränsades registreringen på webbplatsen till endast Harvardstudenter, men utökades senare till några andra universitet och öppnades successivt för studenter vid övriga universitet i USA och Kanada, high school-studenter, och slutligen för allmänheten först i USA och senare i resten av världen.
Facebook blev tillgängligt för användare i Sverige den 26 september 2006.
Vardagligt kan Facebook även kallas Fejjan eller förkortas ofta som FB.

## Historia

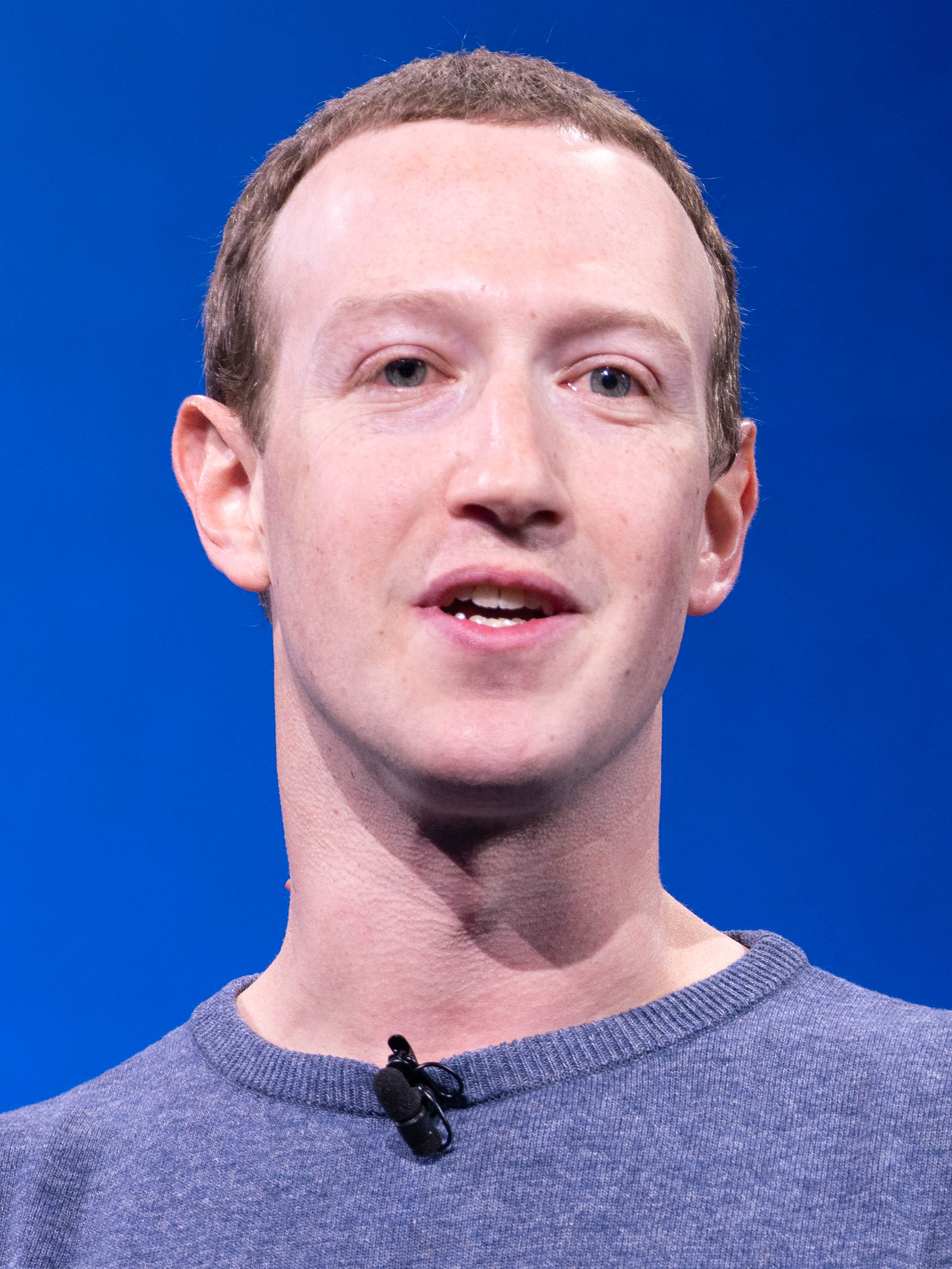
Mark Zuckerberg.

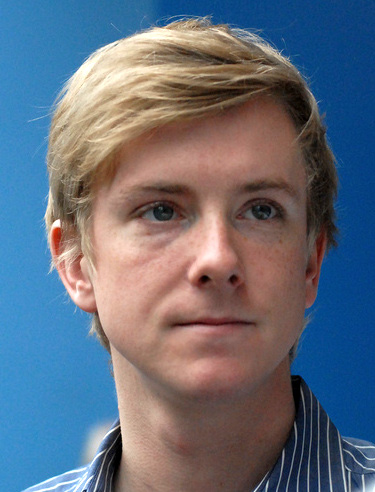
Chris Hughes.

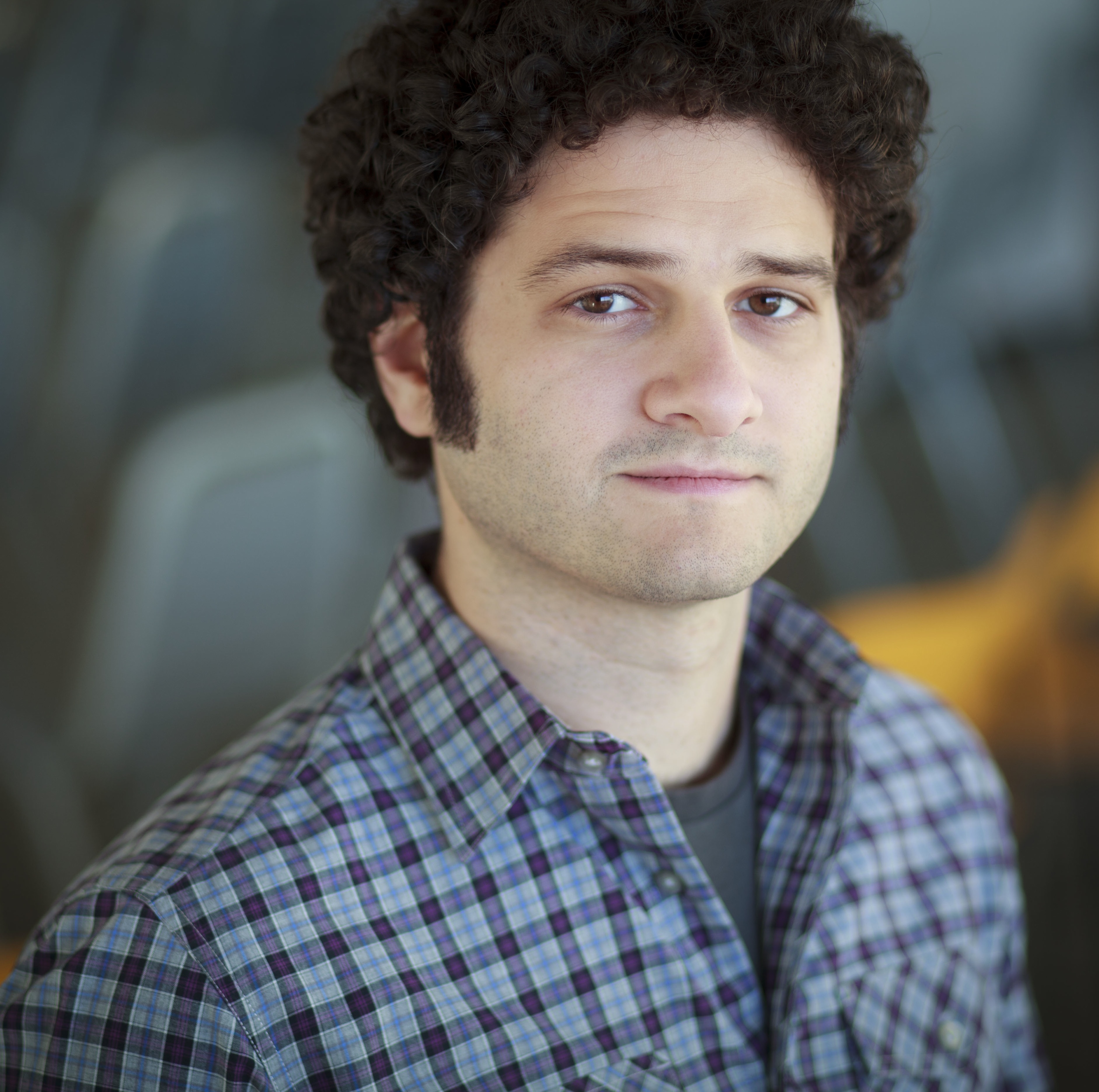
Dustin Moskovitz.

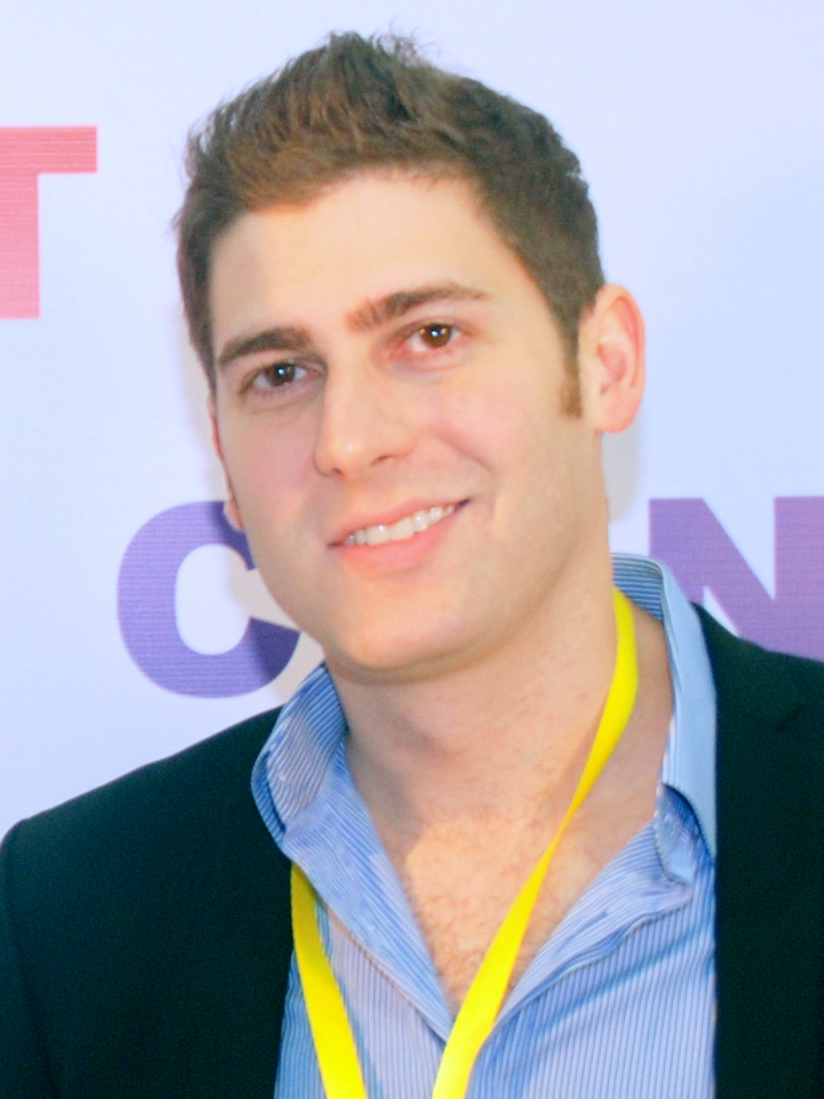
Eduardo Saverin.

Mark Zuckerberg startade Facemash, föregångaren till Facebook, den 28 oktober 2003, medan han gick på Harvard som andraårsstudent. Enligt studenttidningen The Harvard Crimson kunde webbplatsen jämföras med Hot or Not. På webbplatsen användes fotografier från de nio studenthusen där två bilder visades bredvid varandra och användaren läts jämföra vem som var "hetast". För att åstadkomma detta lyckades Zuckerberg hacka de skyddade områdena i Harvards datornät och kopierade studenthusens privata ID-bilder. Harvard hade vid den tiden inte en elevkatalog. Facemash lockade 450 besökare och 22 000 bildvisningar de första fyra timmarna.
Länken till webbplatsen spred sig snabbt över hela Harvard, men sidan lades sedan ner av skolans administration. Zuckerberg anklagades av administrationen för sekretessbrott, upphovsrättsbrott, och kränkning av den personliga integriteten. Han riskerade relegering, men anklagelserna lades ner. Zuckerberg ägnade sommaren åt att bygga ett studiesocialt hjälpmedel för konsthistorieutbildningen genom att lägga upp 500 augusteiska bilder på en webbplats. Bredvid varje bild fanns en liten bildkommentar. Han öppnade upp webbplatsen för sina klasskamrater, och de började dela sina anteckningar.
I januari 2004 började Zuckerberg skriva kod för en ny webbplats. Den 4 februari samma år lanserade han "Thefacebook", ursprungligen beläget på webbadressen "thefacebook.com". Sex dagar efter att webbplatsen lanserades anklagades Zuckerberg av de tre Harvardstudenterna Cameron Winklevoss, Tyler Winklevoss och Divya Narendra för att avsiktligt ha vilselett dem att tro att han skulle hjälpa dem att bygga ett socialt nätverk kallat HarvardConnection (sedermera ConnectU), medan han i stället tog deras idéer och skapade en konkurrent. De tre klagade till Harvard Crimson, och tidningen började göra en undersökning. De tre lämnade sedan in en stämningsansökan mot Zuckerberg.
Registreringen på webbplatsen var ursprungligen begränsad till endast studerande vid Harvard. Inom den första månaden var mer än hälften av studenterna vid Harvard registrerade på tjänsten. Eduardo Saverin (ekonomi), Dustin Moskovitz (programmerare), Andrew McCollum (grafiker) och Chris Hughes hjälpte Zuckerberg att vidareutveckla webbplatsen. I mars 2004 utökades registreringsmöjligheterna till Stanford, Columbia och Yale. Därefter öppnades nätverket för övriga Ivy League-skolor, Boston University, New York University och MIT, för att sedan gradvis omfatta de flesta universiteten i Kanada och USA.
Bolaget theFacebook grundades under sommaren 2004. Företagaren Sean Parker, som tidigare hade rådgivit Zuckerberg, blev företagets VD. I juni 2004 flyttade företaget till Palo Alto i Kalifornien. Det fick sin första investering senare samma månad från PayPalgrundaren Peter Thiel. Företaget tog bort "the" från sitt namn efter att man köpt domännamnet "facebook.com" 2005 för 200 000 USD.
Facebook lanserade en high school-version i september 2005, vilket Zuckerberg ansåg vara det mest logiska steget i utvecklingen. Detta kom senare att vidareutvecklas till att företagsanställda i flera stora företag, däribland Apple och Microsoft, fick chansen att registrera sig. Den 26 september 2006 öppnades Facebook för alla personer som är över 13 år och har en giltig e-postadress. På andra sociala nätverk vid den tiden registrerade användarna en pseudonym som användarnamn, men på Facebook heter alla sitt riktiga för- och efternamn. Detta har beskrivits av experter som en del av succén för Facebook. År 2015 infördes en funktion för den som ville använda ett annat namn än sitt eget, men det kräver en motivering.
Den 24 oktober 2007 meddelade Microsoft att man hade köpt 1,6 procent av Facebook för 240 miljoner USD. Detta gjorde att bolaget värderades till motsvarande 15 miljarder USD. Med Microsofts köp ingick även rättigheterna att annonsera internationellt på Facebook. I oktober 2008 meddelade Facebook att deras internationella huvudkontor skulle ligga i Dublin i Irland. I september 2009 sades det för första gången att Facebook hade ett positivt kassaflöde. I november 2010 listades företaget på SecondMarket, och Facebooks värde uppgavs till 41 miljarder USD. Detta gjorde att man överträffade eBay och bolaget blev det tredje största webbaserade företaget i USA efter Google och Amazon. Facebook identifierades som en möjlig kandidat för en börslistning senast 2013.
Trafiken till Facebook har ökat stadigt efter 2009. Fler människor besökte Facebook än Google den 13 mars 2010 i USA. Den 22 september 2011 inledde Facebook ett samarbete med Spotify som innebär att om en användare har kopplat sitt konto till Facebook kan användarna lyssna på låtarna direkt i Facebook och låtarna som användarna lyssnar på visas även i loggen. Samma dag berättades också att användarna skulle komma att få en enklare tillgång till tidigare inlägg och skulle kunna lägga till tidigare händelser genom en "tidslinje".

## Reklam
Microsoft är Facebooks exklusiva partner för hostning av bannerannonsering. Enligt internetmarknadsundersökningsföretaget comScore samlar Facebook in lika mycket data från sina besökare som Google och Microsoft, men betydligt mindre än Yahoo. Under 2010 började Facebooks säkerhetsgrupp att arbeta för att minska riskerna för att användarnas privatadata ska läcka ut. Den 6 november 2007 lanserade företaget Facebook Beacon, vilket var ett försök att visa reklam baserat på vad en användares vänner har gjort för inköp. Facebook Beacon blev dock ingen succé.
Facebook har i regel en lägre klickfrekvens ("CTR") för annonser än de flesta större webbplatser. För bannerreklam har Facebook en femtedel av klickfrekvensen jämfört med webben som helhet. Detta innebär att en mindre andel av Facebooks användare klickar på annonser än på många andra stora webbplatser. Medan till exempel Google-användare klickar på den första annonsen för sökresultaten i genomsnitt 8 procent av tiden (80 000 klick per miljon sökningar), så klickar Facebook-användare på annonser i genomsnitt 0,04 procent av tiden (400 klick per miljon sidor). Att skräddarsy annonser och reklam för att tjäna pengar är vanligt på Facebook.
Sarah Smith, som var Facebooks Online Sales Operations Manager, har bekräftat att framgångsrika reklamkampanjer kan ha klickfrekvenser så låga som 0,05 procent till 0,04 procent, och att CTR för annonser brukar falla inom två veckor. Det konkurrerande sociala nätverket Myspaces CTR når ungefär 0,1 procent, vilket är 2,5 gånger bättre än Facebooks statistik, men fortfarande lågt jämfört med många andra webbplatser. Facebooks låga CTR kan kanske förklaras med att Facebooks användare är mer tekniskt kunniga och därför använder annonsblockeringsprogram för att dölja annonser. Användarna är yngre och är därför bättre på att ignorera reklambudskap. Det går även att jämföra med Myspace där användarena tillbringar mer tid att bläddra igenom innehållet medan man på Facebook tillbringar sin tid med att kommunicera med vänner, och därför inte lägger sin tid på att uppmärksamma reklamen.

## Anläggningar
Ett skräddarsytt datacenter med 38 procent lägre strömförbrukning jämfört med det tidigare datacentret öppnades i april 2011 i Prineville, Oregon.
I Luleå ska 3 stycken serverhallar byggas på Porsön enligt detaljplanen. Första serverhallen togs i bruk i slutet av 2012. Varje byggnad blir 300 × 100 meter vilket innebär en totalyta på cirka 90 000 m². 30 stycken dieselaggregat på 8 MW per styck ska hantera eventuella elavbrott. Stora bränslecisterner ska grävas ned i marken på området. Elförbrukningen beräknas till 473 000 000 kWh/år. Dieselaggregaten provkörs 1–2 timmar varje dag vilket kräver tillstånd enligt miljöbalken för den typen av bränslehantering, säger miljöskyddsenheten vid länsstyrelsen i Norrbotten till TT. Ett naturskyddsområde finns i närheten. Driftbuller skall isoleras för att undvika störning för de kringboende. Varmluften från verksamheten förväntas påverka temperaturen runt serverhallarna med 1–4 °C i närområdet. Miljöskyddsenheten funderar på vilka energihushållningskrav som ska ställas vid tillståndsprövning. Luleå blev valt på grund av lättillgängliga högspänningsledningar och det kalla nordliga klimatet som innebär lägre kostnad för kylning.
Förutom anläggningen i Prineville har Facebook också del av nio stycken andra serverhallar.

## Utveckling
Mark Zuckerberg grundade Thefacebook i januari 2004, då han studerade på Harvard University. Då var sidan endast till för Harvard-studenter, och redan under första månaden fick sidan många användare. Facebook expanderade till MIT, Boston University och Boston College. I april öppnades sidan för fler skolor och under 2005 sålde AboutFace Corporation domänen facebook.com till Facebook för 200 000 USD. Den 2 september skapades en high school-version av Facebook och snart öppnades den även för skolor i Storbritannien, Australien, Mexiko och flera andra länder. I december samma år hade sidan mer än 11 miljoner användare världen över.
Expansionen fortsatte till nya länder och universitet och samarbeten med andra företag och tjänster, såsom iTunes och Blogger, skapades. I slutet av 2006 öppnades Facebook för alla personer med en giltig e-postadress. Efter detta växte Facebook ytterligare och det släpptes nya funktioner, såsom Facebook Marketplace för annonsmarknad och Facebook Platform som tillåter användare att utveckla egna applikationer till sidan.

### Förvärv
Den 15 november 2010 meddelade Facebook att man förvärvat fb.com från American Farm Bureau Federation för en hemlig summa pengar, men den 11 januari 2011 redovisade Farm Bureau domänförsäljningsintäkter för 8,5 miljoner dollar, vilket gör förvärvet av fb.com till en av de tio dyraste domänförsäljningarna någonsin.

### Språk
Antalet språkval på sidan har löpande utökats och i augusti 2011 hade Facebook över 101 språkalternativ, varav engelska, spanska, franska, portugisiska och kinesiska hade fler än ett språkval.
| - Afrikaans - Albanska - Arabiska - Armeniska - Azerbajdzjanska - Baskiska - Bengali - Bosniska - Bulgariska - Danska - Engelska - Esperanto - Estniska - Filipino - Finska - Franska - Frisiska | - Färöiska - Galiciska - Georgiska - Grekiska - Hebreiska - Hindi - Indonesiska - Iriska - Isländska - Italienska - Japanska - Katalanska - Kinesiska - Koreanska - Kroatiska - Kurdiska - Kymriska | - Latin - Leet - Lettiska - Litauiska - Makedonska - Malajiska - Malayalam - Nederländska - Nepali - Norska - Nynorska - Persiska - Polska - Portugisiska - Punjabi - Rumänska - Ryska | - Serbiska - Slovakiska - Slovenska - Spanska - Svenska - Swahili - Thai - Tjeckiska - Tamil - Telugu - Turkiska - Tyska - Ukrainska - Ungerska - Vietnamesiska - Vitryska |

### Funktioner
År 2011 lanserade Facebook en ny meddelandeapplikation vid namn Facebook Messenger. Med Messenger kan användarna skicka meddelanden, bilder och videos till varandra samt föra video- och röstsamtal. Appen är fristående från själva Facebook-appen och man behöver inte vara registrerad på Facebook för att använda den. 
Facebook Watch är Facebooks egna VOD-tjänst som lanserades den 10 augusti 2017 i USA. För övriga världen skedde lanseringen under hösten 2018.  Facebook Watch erbjuder personliga rekommendationer för videos, samt kategoriserat innehåll beroende på faktorer som popularitet och engagemang på sociala medier. Facebook vill erbjuda både underhållning i varierande format på plattformen och 2018 hade man en rapporterad budget på 1 miljard USD för videoinnehåll. Facebook tjänar pengar på att visa reklamfilmer mitt i videoklippen. 

### Statistik
År 2009 rankade Compete.com Facebook som den mest använda sociala nättjänsten i världen mätt i antalet aktiva användare per månad, före Myspace. Quantcast uppskattade att Facebook hade 135,1 miljoner unika besökare varje månad endast från USA. Social Media Today uppskattade i april 2010 att 41,6 procent av den amerikanska befolkningen hade ett Facebook-konto.

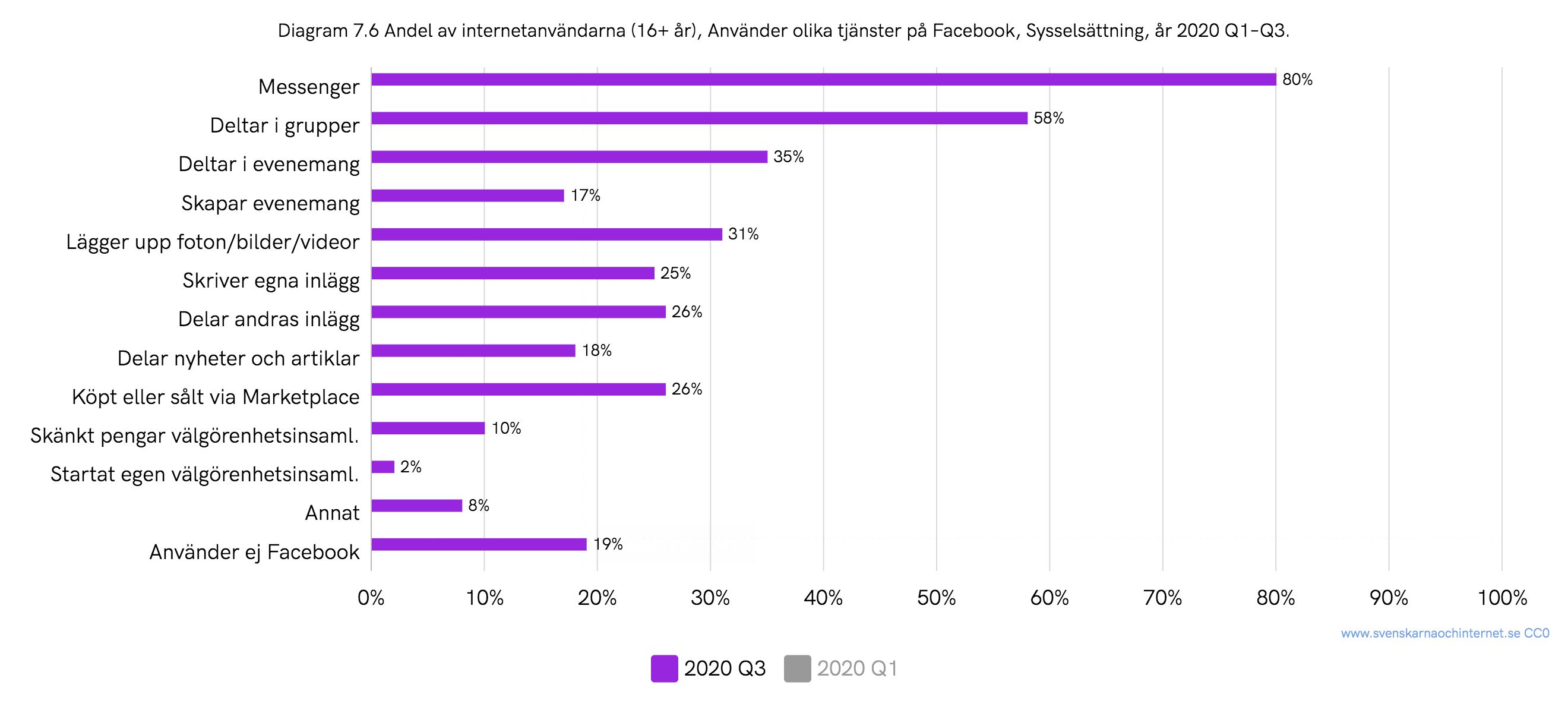
Aktiviteter på Facebook som svenska användare ägnade sig åt 2020.

Enligt undersökningen Svenskarna och internet var Facebook den näst mest använda sociala plattformen bland svenskar år 2022, efter Youtube. 71 procent hade använt Facebook under det senaste året och 53 procent använde tjänsten varje dag. Motsvarande siffror var drygt tio år tidigare, år 2011, 37 procent som dagligen använde Facebook. Sedan 2017 har användningen av Facebook i Sverige legat på ungefär samma nivå och tillväxten tycks ha avstannat. Den åldersgrupp som använde Facebook i minst utsträckning var år 2022 de yngsta internetanvändarna födda på 2000-talet, bland dem hade 50 procent använt Facebook det senaste året och 19 procent använde det varje dag. I jämförelse så använde de allra äldsta internetanvändarna, de födda på 1920- och 30-talet Facebook mer, 52 procent under ett år och 35 procent använde det varje dag.
Samma undersökning visade 2022 att den vanligaste aktiviteten på Facebook dels att gratulera vänner på födelsedagen och dels att chatta med personer man känner i verkliga livet. Båda dessa aktiviteter utförde 61 procent av de svenska Facebookanvändarna. Den tredje vanligaste aktiviteten på Facebook var att delta i grupper vilket 49 % gjorde medan 34 % brukade anmäla sig till evenemang. 28 % använde Facebooks handelsplats Marketplace för att köpa och sälja varor. Samma undersökning visade att 52 % av de svenska Facebookanvändarna hade publicerat eget material på plattformen under det senaste året.
I Sverige är Facebook på egen hand en viktigare nyhetskälla än TV, radio och dagspress för unga mellan 16 och 25 år.
Facebook har förbjudits av regeringar i följande länder: Nordkorea, Iran, Kina, Bangladesh, Egypten, Syrien, Mauritius, Pakistan och Vietnam.

## Försäljning
I kölvattnet av News Corps uppköp av Myspace florerade många rykten om att större medieföretag var intresserade av att köpa Facebook. Mark Zuckerberg har förnekat alla försäljningsrykten. Han ska ha tackat nej till summor uppemot en miljard dollar av Yahoo! och 2,3 miljarder av Google. I oktober 2007 såldes 1,6 % av Facebook till Microsoft för 240 miljoner USD.

## Grupper
Facebook har många tusentals intressegrupper. Vem som helst kan skapa en egen grupp. Grupper skapas under olika kategorier. Förutom grupper under exempelvis geografi, utbildning och musik finns kategorin För skojs skull med underkategorier som Internskämt och Helt meningslöst.
Den 10-åriga fotomodellen Thylane Blondeaus grupp stängdes ned av hennes mamma efter att den uppmärksammats negativt i media.
Det har förekommit att internettroll skapar grupper som de sedan byter namn på när gruppen kommit upp i ett betydande antal medlemmar. Under 2010 uppmärksammades detta i media då personer mot sin vilja hade hamnat i grupper som bytt namn till Vi som har sexfantasier om barn och Vi som haft sex med våra föräldrar.

### Opinionsbildning på Facebook
En del av grupperna och deras medlemmar kämpar för olika frågor. I en del fall har grupperna lyckats påverka omvärlden.
I november 2008 fick Facebook-gruppen "Petition to Get Rid of 'is' from Facebook Status Update!" sin vilja igenom efter en tids kamp. Facebook uppmärksammade gruppens krav och tog bort ordet "is" (är) i statusuppdateringarna. Tidigare var man tvungen att ha en status som började med ens namn och ordet is, exempelvis Mark Zuckerberg is wanting ice cream (ungefärlig översättning: Mark Zuckerberg är viljande att ha glass). Även för icke engelskspråkiga användare innebar förändringen att man nu kunde skriva lite vad man ville som status. Innan ändringen kunde en svensk användares status vara i stil med Sven Johansson is surfar på Wikipedia.
Facebook själva påverkar också gruppernas opinionsbildande effekt genom att ibland stänga ner grupper utan motivering trots att de följer facebooks regler.                                                                                                                                
Facebook vägrar samtidigt att stänga ner andra sidor som bryter mot samma regler som exempelvis hatgrupper mot enskilda individer eller grupper som uppmanar till brottslig verksamhet trots att de bryter mot de regler facebook själva har satt upp.  
Några Facebook-grupper har varit en samlande röst för frågor som varit aktuella även utanför Facebook:
- Den svenska gruppen "Vi som vill ha Magnum Double tillbaka!" ville att glassen Magnum Double skulle börja produceras igen av tillverkaren GB Glace. När gruppen hade över 16000 medlemmar så beslutade tillverkaren i mars 2011 att glassen "Magnum Double Caramel" skulle börja tillverkas igen.[60]
- Den brittiska gruppen "Stop the Great HSBC Graduate Rip-Off", startad av den brittiska nationella studentkåren NUS, protesterade mot att den brittiska banken HSBC ville ta bort räntefria krediter upp till 1500 GBP för brittiska studenter. Efter kritik från kunder och beaktande av NUS kampanj på Facebook valde banken att återkalla sitt tidigare beslut.[61][62]
- Den svenska gruppen "Öl till Magnus Sigge Svensson" skapades under oktober 2011 och ville att den svenske hockeyspelaren Magnus Svensson skulle få sitt 17 år försenade pris som bestod av en årsförbrukning öl. Han vann priset när han blev uttagen i världslaget i ishockey under de olympiska vinterspelen 1994. Ett par dagar efter att gruppen hade skapats och blivit uppmärksammad i kvällstidningen Aftonbladet så lovade Warsteiners svenska distributör Berntson Brands att priset skulle levereras till Svensson.[63][64][65]

Facebook sägs även ha varit ett viktigt bidragande hjälpmedel för att organisera den Egyptiska revolutionen 2011.

## Applikationer
Facebook har tusentals olika applikationer skapade av andra än Facebook, främst av företag. Bland dessa finns många spel. Genom applikationer har i vissa fall virus kunnat sprida sig i nätverket. En virusliknande bluff är "Dislike Button".

## Politik

### Arabiska våren

Deltagande demonstranter under arabiska våren. (2011)

Många journalister menar att Facebook hade en stor påverkan på den Egyptiska revolutionen 2011. Den 14 januari skapades Facebooksidan “We are all Khaled Said” av Wael Ghoniem för att bjuda in Egyptier till “fridfulla demonstrationer” den 25 januari. Enligt Mashable var Facebook ett huvudsakligt verktyg för att sammanföra demonstranter, vilket ledde till att Egyptens regering förbjöd Facebook, Twitter och andra webbsidor den 26 januari och sedan förbjöd de alla mobil- och internetanslutningar i hela Egypten den 28 januari. Efter 28 dagar hade upproret tvingat president Hosni Mubarak att avgå.

## Övrigt

### Facerape
Facerape eller faceraping innebär att någon utger sig för att vara den inloggade personen på en Facebook-profil och skriver eller ändrar saker på personens Facebook-konto. En facerape utförs oftast av någon i personens närhet som kommit över lösenordet eller använder samma dator där den utsatta är inloggad. Fenomenet är inte bundet till Facebook men fick sitt namn därifrån då användningen av Facebook är stor och facerapes är vanligt förekommande på sajten. Enligt en undersökning av Datainspektionen från 2007 hade hälften av de svenska ungdomarna någon gång utsatts för en facerape.
Några vanligt förekommande manipulationer är:
- Inlägg som menas att vara lustiga författas och publiceras
- Profilbilden byts ut
- Förlöjligande eller förnedrande statusuppdateringar
- Språkinställningen ändras
- Vänner tas bort från vänlistan
- Diverse massutskick av meddelanden eller masskommentering
- Information på profilen ändras, till exempel politisk åskådning eller relationsstatus

Fenomenet facerape blev mycket omskrivet och uppmärksammat i media under slutet av år 2010 och början av år 2011. Ordet facerape kom även med på språkrådets nyordslista i slutet av 2010, vilket ledde till att diskussionen kring nätmobbning tog ny fart.
Facebook har nyligen tagit fram nya funktioner som ska förbättra säkerheten för att kunna hindra att Facebook-konton används av andra personer. Man måste dock aktivera funktionerna själv. En av dem är att man kan få meddelanden via SMS eller e-post när en dator eller mobiltelefon loggar in på ens Facebook-konto. Även funktioner för att se när senaste inloggning skedde och funktioner för att logga ur andra datorer finns.
Det finns numera speciella sidor där användare lägger upp sina facerapes som underhållning.

### Brottsbekämpningsverktyg
2007 hittades en brottsling via Facebook. En student vid universitetet Georgetown University i Washington DC i USA föll offer för ett överfall, men så småningom kunde man peka ut förövaren på Facebook.

### Puffar
År 2008 infördes puff-funktionen till Facebook. Denna funktion liknar tidigare funktioner från Myspace där användare kunde skicka notiser för att få motsvarande parts uppmärksamhet. Detta har dock aldrig riktigt fungerat som tänkt utan har mer blivit till en tävling där två parter "puffar" varandra fram och tillbaka tills någon ger upp. Sedan införandet av puff-funktionen har det högsta antecknade rekordet för puffar passerat 5000 puffar mellan två parter.

### Gilla-knapp och algoritmstyrt flöde
År 2009 infördes gilla-knappen på Facebook vilket innebär att användarna kunde börja gilla varandras statusuppdateringar. Funktionen blev populär och inom några år så fanns samma funktion på nästan alla sociala nätverk. Samma år började Facebook prova att införa ett algoritmstyrt nyhetsflöde och 2011 implementerades detta fullt ut.

### Social Network
I oktober 2010 hade filmen Social Network premiär i USA. Filmen, som är regisserad av David Fincher, handlar om skapandet av Facebook och de juridiska turerna.
Filmen innehöll flera filmstjärnor såsom Jesse Eisenberg, Andrew Garfield, Justin Timberlake och Rooney Mara. Filmen vann tre stycken Oscars för bästa manus efter förlaga, bästa klippning och bästa filmmusik.
Filmen hade en budget på 40 000 000 amerikanska dollar och drog in 224 920 315 amerikanska dollar världen över. 

### Försäljning av sidor
En form av spam är sidor med bilder och texter av typen "Like if you hate cancer" eller "Comment and see what happens". Antalet gilla-markeringar, delningar och kommentarer ökar sidans ranking vilket gör det mer sannolikt att den ska visas högt i användares nyhetsflöde. När sidan byggt upp ett stort antal gilla-markeringar och kommentarer säljs den till någon som vill ha en hög ranking direkt.

## Kritik
Bilder som laddas upp på Facebook ägs också av dem automatiskt. Det kan handla om privata bilder men även videoklipp som medlemmarna laddar upp. Dessa kan Facebook i sin tur använda precis som de behagar, exempelvis sälja i kommersiella syften.  Facebook har även blivit anklagade av FN för att sprida hat mot muslimer i Myanmar som ledde till ett folkmord där minst 1000 personer har dödats och över en miljon här tvingats fly från sina hem. 

### Integritet och sekretess
Den information som Facebookanvändare fyller i sin profil används för att skräddarsy annonser. Detta kan tolkas som att Facebook säljer sina användares personuppgifter.
Facebook har även kritiserats för förändringar i sin sekretesspolicy. Det har skapats tredjepartsverktyg som kan användas för att underlätta hantering av sekretessinställningar på Facebook.
En undersökning visade 2021 att 85 procent av alla svenska internetanvändare känner oro inför hur storföretag som Facebook och Google samlar in och använder personlig data om användarna och deras internetanvändning. Av dessa kände 16 procent mycket stor oro.

### Svårigheter att radera eget konto
Kritik har väckts mot Facebook eftersom det kan vara svårt att helt radera sin identitet och sina uppgifter från webbplatsen. Borttagningsprocessen för ett konto tar 14 dagar att genomföra. Loggar man in på kontot under denna period så avbryts processen.
Kritiker menar att en användare måste radera alla uppgifter och allt material från kontot manuellt, om den vill att allt ska raderas fullständigt från Facebooks servrar, innan en begäran för att bli borttagen ska skickas.
I december 2009 lanserades webbtjänsten Web 2.0 Suicide Machine, som skapades för att ta hand om en fullständig radering av ett konto från Facebook och även andra webbplatser. I början av år 2010 skickade Facebook ett brev till sidans upphovsmän och krävde bl.a. att möjligheten att logga in på ett Facebook-konto via webbtjänsten skulle försvinna.

### Censur av innehåll
Ett par fall har uppmärksammats i media där Facebook har censurerat innehåll. Den danske performancekonstnären Uwe Max Jensen hade lagt upp en bild av Anders Zorns målning Flickan på loftet på sin Facebooksida. Facebook menade att bilden stred mot företagets bildpolicy, tog bort den och blockerade Jensen från att ladda upp fler bilder.
"För oss som varumärke är det problematiskt på flera sätt. Det är en slags

amerikansk kulturimperialism som exporterar en ganska annorlunda moral

till Europa. [...] Vi kommer inte att ändra på vår marknadsföring. Bilderna

är i enlighet med vad vi som varumärke står för och detta kommer säker

att hända igen."

—Micke Kazarnowicz, ansvarig för digital kommunikation för Björn Borg,
kommentar i Dagens Media
En mans konto blockerades efter att mannen använt oljemålningen Världens ursprung från 1866 av Gustave Courbet som sin profilbild.
Bloggaren Micke Kazarnowicz fick sitt personliga konto fryst på grund av en bild av två nakna män som lagts upp på den officiella Facebook-sidan för klädmärket Björn Borg. Bilden, som är tagen av danske Jacob Mohr Hansen, utgör enligt Kazarnowicz en del av en kampanj "Swedish Exports" för Björn Borgs underkläder. För att åter få tillgång till sitt konto var Kazarnowicz tvungen att lova att inte ladda upp pornografiskt innehåll.
En bild på två män som kysser varandra togs bort från sidan, men Facebook menade i efterhand att det var ett misstag.
En PR-bild för filmen Attenberg där två kvinnors tungor möts förbjöds och i augusti 2011 rapporterades att en satirteckning i danska dagstidningen Politiken av Dansk Folkepartis ledartrio utan kläder plockades bort.
Redaktören för tidningen Mobil Business fick sitt konto avstängt efter att ha lagt upp en bild på sin dotter.
Den tunisiska bloggaren Lina Ben Mhenni kritiserade Facebook för att under Tunisiska revolutionen 2010–2011 ha censurerat inlägg och lämnat ut uppgifter om sina användare.
Facebook har anklagats för flathet mot våldsamt och olämpligt innehåll. 
Inför en utställning 2015 av Anders Zorns fotografier hade Fotografiska lagt ut bilder på sitt Facebookkonto, vilka raderades.

### Smutskastning av Google
I maj 2011 framkom att Facebook hade anlitat PR-firman Burson-Marsteller för att förmå nyhetsföretag som Washington Post och USA Today att publicera negativa nyheter om Google bland annat med inriktning på eventuella brister i användarsäkerheten i Googles tjänster.

### Brist på tillgänglighet
Företaget har kritiserats för sin brist på tillgänglighet. Enligt e-handelslagen, en del av marknadsföringslagen, måste svenska bolag med verksamhet i Sverige uppge en adress och en e-postadress genom vilka man kan kontakta bolaget, men Facebook uppger inte detta på sin webbplats. I Sverige är Facebook registrerad hos Patent- och registreringsverket och Bolagsverket på Sveavägen 13 i Stockholm.

### Falska nyheter
I samband med det amerikanska presidentvalet 2016 fick Facebook kritik för att påhittade historier med koppling till amerikansk politik och presidentkandidaterna spridits via plattformen. Enligt en undersökning gjord av BuzzFeed News var falska nyheter om amerikansk politik en av de vanligaste typerna av engelskspråkiga Facebook-bluffnyheter under 2016. Enligt undersökningen hade 23 av de 50 bluffnyheter som fått flest reaktioner koppling till amerikansk politik.
Efter presidentvalet har Facebook börjat agera mot bluffnyheter. Nya algoritmer ska bidra till att falska nyheter prioriteras ned och inför valet till Förbundsdagen i Tyskland 24 september 2017 ska Facebook ta hjälp av den tyska journalistbyrån Correctiv för att identifiera lögner som sprids medvetet i medier.
Enligt en undersökning utförd 2018 ansåg endast 12 procent av de svenska Facebookanvändarna att det mesta eller all politisk information som de tog del av på Facebook var pålitlig. Motsvarande siffra för all information på internet bland internetanvändarna i stort var 40 procent.

### Cambridge Analytica och påverkan av USA:s presidentval 2016
I mars 2018 framkom att analysföretaget Cambridge Analytica genom ett personlighetstest haft tillgång till 50 miljoner användares data på Facebook sedan 2014. Senare skulle det visa sig att upp till 87 miljoner användares data hade spridits.
Inför presidentvalet i USA 2016 anlitades Cambridge Analytica av Donald Trumps kampanj för att ge råd till i hur man skulle påverka väljarna baserat på den data som företaget kommit över. Analyser har dock visat att Cambridge Analyticas metod inte fick den effekt som företaget hävdade. Företaget har kritiserats för att med team som enbart bestod av icke-amerikanska medborgare försökt lägga sig i ett amerikanskt val, något som är förbjudet enligt amerikanska vallagar.
Situationen med Cambridge Analytica blev känd för Facebook 2015, och Facebook tog då bort appen som spred personlighetstestet och krävde att Cambridge Analytica skulle förstöra all data. Facebook gick dock inte ut med informationen till allmänheten. Efter att Christopher Wylie, före detta anställd vid Cambridge Analytica, i mars 2018 gick ut med information om hur företaget försökt påverka valet meddelade Mark Zuckerberg att Facebook förändrat sina rutiner för att skydda sina användares data. I början av april samma år meddelade Facebook att antalet användare som fått sin data utnyttjad var fler än vad som tidigare sagts – maximalt 87 miljoner användares data hade spridits. Samma månad stängdes även den politiska konsultfirman AggregateIQ av från Facebook efter att det uppdagats att även de haft otillåten tillgång till personlig information om användare samt även haft kopplingar till Cambridge Analytica.
Facebook kritiserades för att ha hanterat situationen långsamt och obeslutsamt. Företag som tyska Commerzbank och amerikanska Mozilla stoppade i samma veva sina annonser på Facebook med hänvisning till frågan om datasäkerhet. I kölvattnet av händelserna startades en kampanj under hashtagen #deletefacebook som uppmanade personer och företag att avsluta sina konton på Facebook. Uppfinnaren och entreprenören Elon Musk var en av dem som svarade på kampanjen genom att ta bort Facebooksidorna för Tesla och SpaceX.
Facebooks grundare och VD Mark Zuckerberg fick stå till svars för Cambridge Analytica-skandalen i en amerikansk senatsutfrågning som inleddes 6 april 2018.
Den 25 oktober 2018 dömde den brittiska dataskyddsmyndigheten Information Commissioner's Office (ICO) Facebook till 500 000 pund i böter. Den 24 juli 2019 dömde det amerikanska konkurrensverket Federal Trade Commission (FTC) Facebook till 5 miljarder dollar i böter.
Händelserna har beskrivits som en brytpunkt för allmänhetens förtroende för de stora techföretagen och ett startskott för en bredare debatt om personlig integritet på nätet. Cambridge Analytica upplöstes i maj 2018 och Facebooks aktiekurs rasade i samband med avslöjandet. Efter skandalen har Facebook uppgett att de fokuserat mer på att stärka användarnas personliga integritet.